# Stanislav Joukovski
Pour les articles homonymes, voir Joukovski.
Stanislav Joukovski (en polonais : Stanisław Żukowski ; en biélorusse : Станіслаў Юльянавіч Жукоўскі) est un peintre d'origine polonaise et biélorusse né en 1873 à Endrikhovitchi dans le gouvernement de Grodno, dans l'Empire russe (actuelle Biélorussie). Il meurt en 1944 à Pruszków, près de Varsovie, en Pologne.

## Biographie
Stanislav Joukovski naquit dans une famille aristocratique, privée de ses propriétés et de ses droits nobiliaires après l'Insurrection polonaise de 1861-1864. Le père de Stanislav Joukovski ne prit pas part à l'insurrection, mais il fut privé de ses titres de naissance et en même temps sanctionné sur le plan financier, comme sympathisant politique. Suivant une proposition du général-gouverneur V.M Mouravev approuvée par l'empereur Alexandre II de Russie le 26 mai 1863 une contribution de 10 % des bénéfices nets fut imposée dans les régions révolutionnaires. Elle devait être payée dans le délai de 7 jours après la réception de sa signification. D'autres impôts et taxes diverses furent augmentés à la suite de l'insurrection. Le père de l'artiste ne parvint plus à conserver le domaine familial et devint locataire-fermier, comme la plupart des autres représentants de l'aristocratie polono-biélorusse. L'échec de l'Insurrection, la déportation des frères de son père, la perte des propriétés familiales, la situation matérielle précaire de la famille détruisit les espoirs de Stanislav Joukovski et cette situation exerça une influence importante dans le développement émotionnel et la sensibilité du jeune peintre.

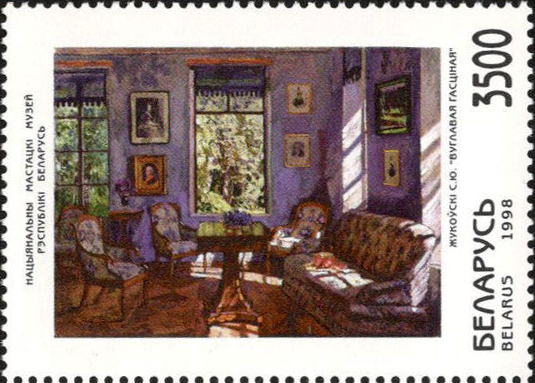
Timbre-poste, tableau de Joukovski.

En 1892, Stanislav Joukovski, malgré l'opposition de son père, se rendit à Moscou pour étudier la peinture à l'École de Peinture, Sculpture et Architecture de Moscou . Il étudia auprès d'Isaac Levitan puis termina également ses études à l'École de peinture, de sculpture et d'architecture de Moscou. À partir de 1895 il participa aux expositions des peintres Ambulants et en 1904 il devint membre de leur société. En 1899 son tableau « Nuit de lune » fut acquis pour la collection de la Galerie Tretiakov.
Au début du XXe siècle, Joukovski devint l'un des peintres les plus réputés en Russie parmi les paysagistes impressionnistes. Il participa aux expositions de « Mir iskousstva ». Il vivait plus volontiers à Moscou. Il y organisa des cours particuliers et enseigna de 1907 à 1917. Il fut membre du Conseil artistique de la galerie Tretiakov.
En 1923, il partit pour la Pologne. Dans les années 1930, Isaak Brodsky et d'autres amis lui proposèrent de revenir en URSS, mais il préféra rester en Pologne. À l'époque de la Seconde Guerre mondiale, Joukovski fut arrêté par les nazis et envoyé dans un camp de concentration.
Il mourut dans ce camp de concentration à Prouchkova en Pologne en 1944.

## Thèmes
- Printemps
- Été
- Automne
- Hiver
- Fenêtre sur le monde
- Intérieurs
- Noble demeure
- Nostalgie

## Galerie
Ses tableaux rendent très bien la beauté de la nature en Biélorussie. Il porte une attention particulière à la peinture des décors intérieurs et extérieurs des domaines et des maisons.

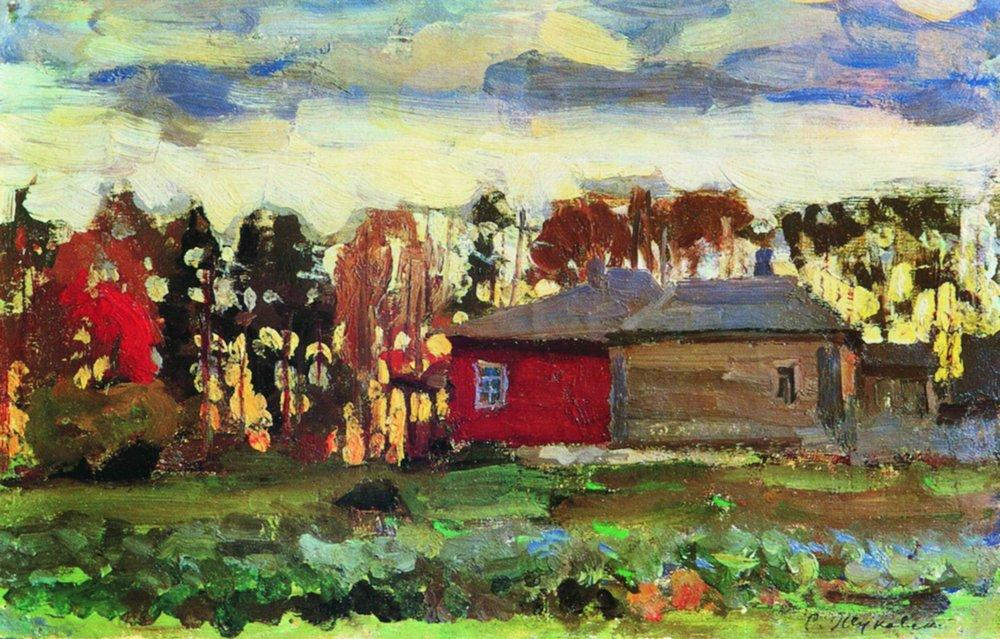
Soir d'automne, 1905.
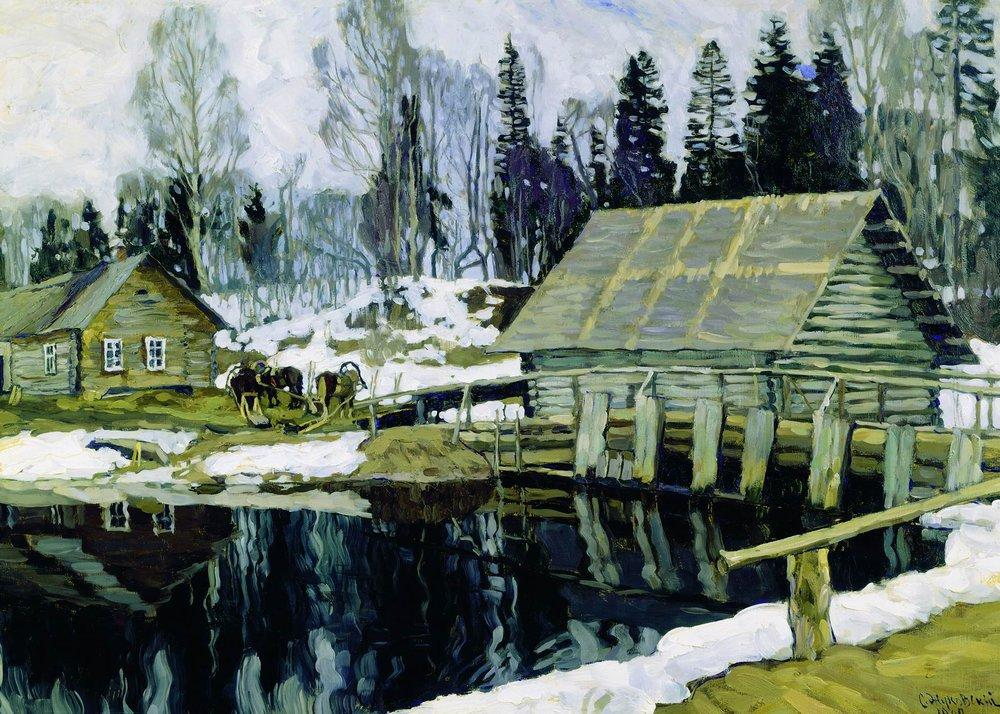
Barrage, 1909.
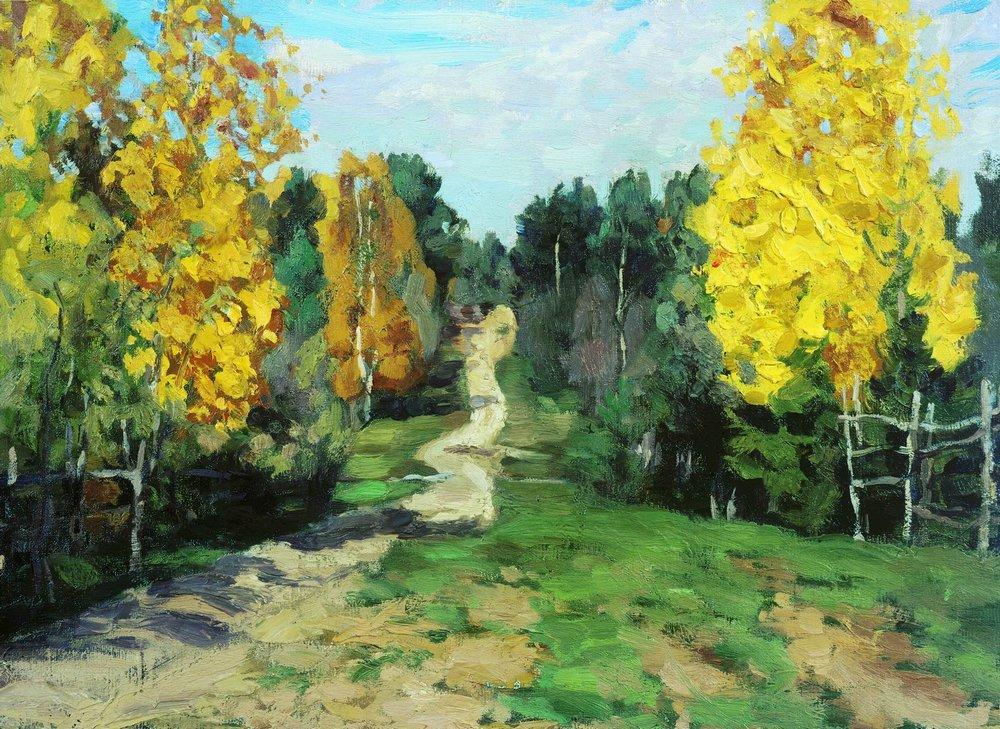
Chemin en automne, 1910
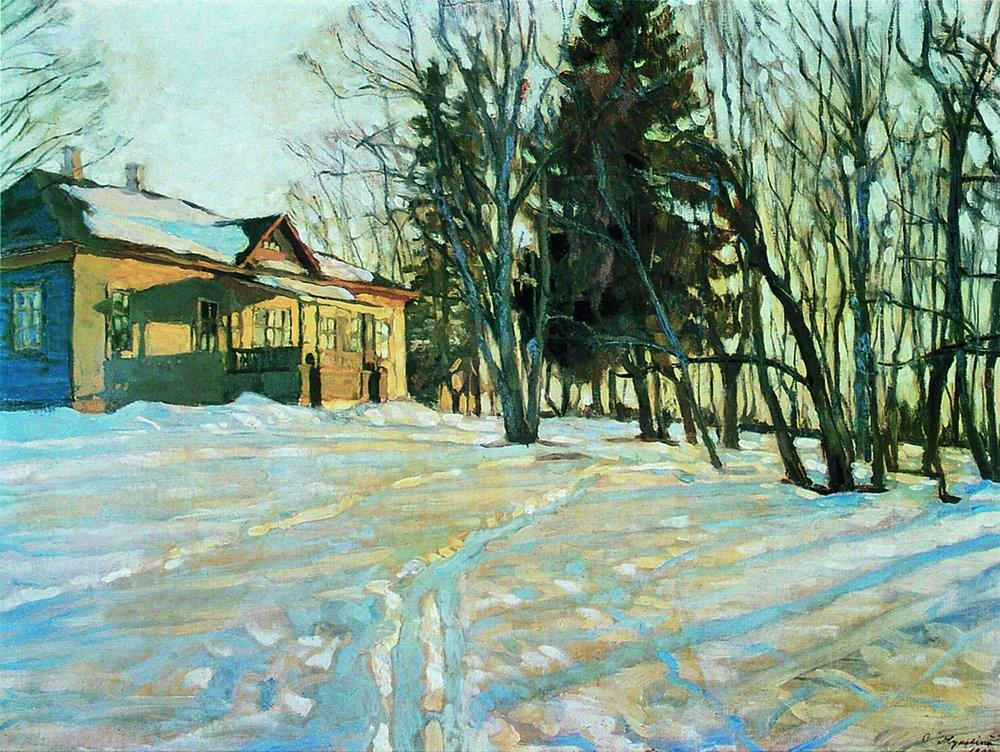
Le soir à Martovski, 1904
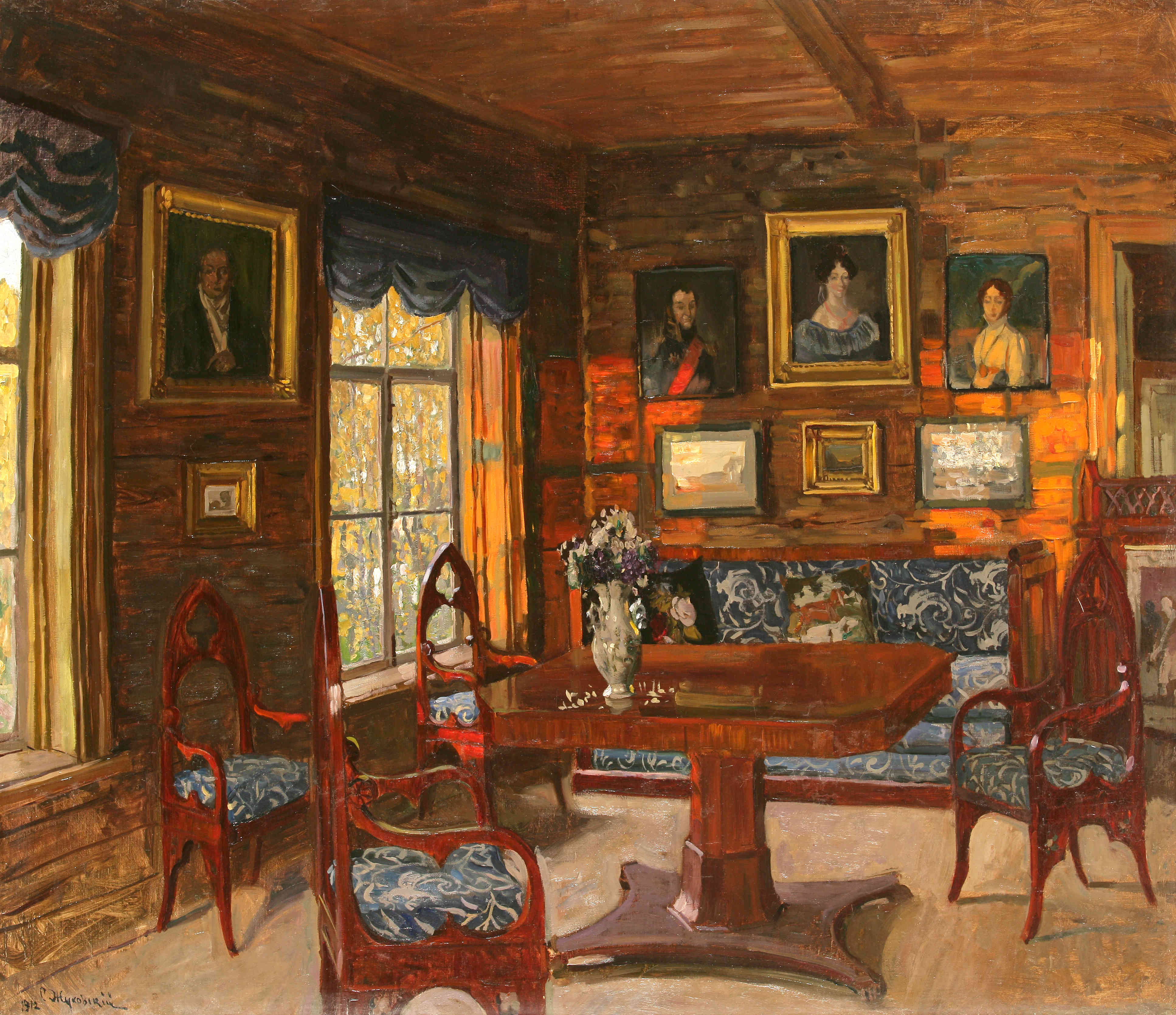
Chambre dans la veille maison, 1912
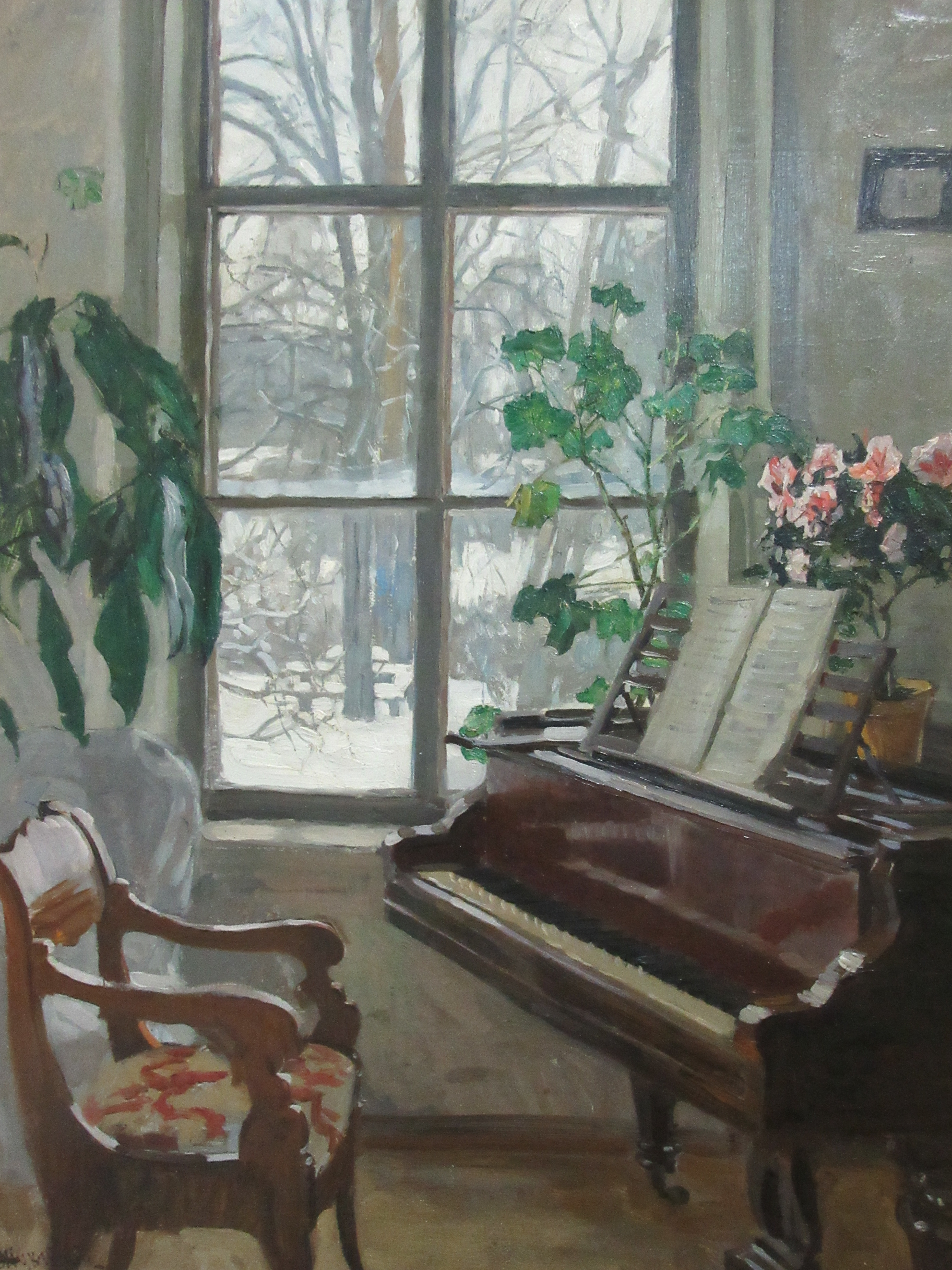
Intérieur, 1916, Musée de la ville de Pskov